# 武康路117弄1号住宅
武康路117弄1号住宅是中国上海的一处历史建筑，位于今徐汇区武康路117弄1号（近湖南路口）。该建筑建于1943年，3层砖木结构建筑。
该建筑曾先后为金城银行总经理周作民、上海市委书记陈丕显、华东局书记魏文伯旧居。
1999年，武康路117弄1号住宅被列为第三批上海市优秀历史建筑，编号D-Ⅲ-64。